# Láncgörbe

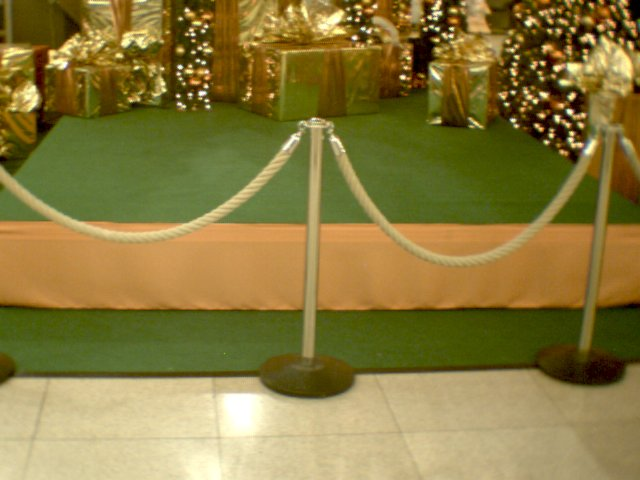
A kötél láncgörbe alakot vesz fel.

A láncgörbe (vagy kötélgörbe) a két végénél fogva felfüggesztett lánc vagy kötél saját súlya alatt felvett alakja. A felfüggesztési pontok közelében a legmeredekebb a görbe, mert a legtöbb súly ezt a részt terheli, közép felé haladva a meredekség csökken, mivel egyre kevesebb terhelés esik rá.

## A láncgörbe matematikája

Különböző a paraméterhez tartozó láncgörbék.

A láncgörbét megvalósító függvények osztálya a koszinusz hiperbolikusz függvények (melyek jelölése ch vagy cosh) speciálisan transzformált alakjai.
{\displaystyle y=a\cdot \mathrm {ch} \left({x \over a}\right)=}
{\displaystyle =a\cdot {e^{x \over a}+e^{-{x \over a}} \over 2},}
amely összefüggésben
{\displaystyle a=\left({\frac {T_{o}}{p}}\right).}
ahol {\displaystyle T_{o}\,} a láncot terhelő belső húzóerő vízszintes komponense, {\displaystyle p\,} pedig az egységnyi hosszra eső súly. Az {\displaystyle a\,} paraméter az {\displaystyle x=0\,} értékhez tartozó
{\displaystyle y(0)\,} ordináta, ahogy az ábrán is látszik.
A láncgörbe ívhossza a {\displaystyle (0,a)\,} és egy tetszőleges pontja között:
{\displaystyle s={\sqrt {y^{2}-a^{2}}}}.
Egy tetszőleges {\displaystyle x\,} értékhez tartozó pont görbületi sugara:
{\displaystyle \rho =a\cdot \mathrm {ch} ^{2}{\frac {x}{a}}}

### Elemi mechanikai bizonyítás

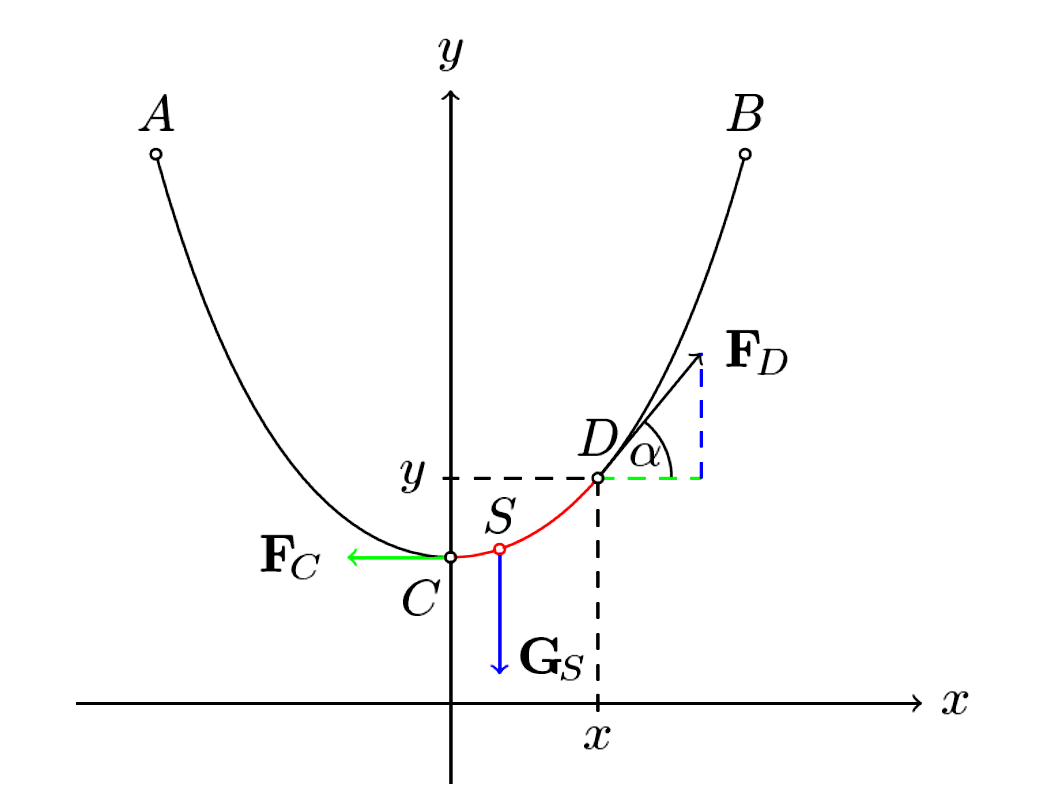
A piros ívdarab súlya egyensúlyt tart a C és D pontban ébredő reakcióerők eredőjével.

Annak az igazolása, hogy a két végén felfüggesztett kötél alakja valóban ilyen, a következőképpen zajlik. Rögzítsünk egy kötelet az ábrán látható módon az A és B pontokban. A kötél legalsó pontja legyen C, és tekintsük a kötél egy CD ívdarabját. A feladat a D pont x koordinátájának függvényében az y koordinátája meghatározása.
A CD kötéldarabra a következő erők hatnak. Egyrészt az ív S súlypontjában a GS súlyerő, másrészt a C pontban a balra lévő kötéldarab által kifejtett, a szimmetria miatt vízszintes irányú FC tartóerő és a D pontban jobbra lévő darab FD tartóereje. Ez utóbbi erő a görbe D pontbeli érintőjében hat, hiszen a kötél csak húzóerőt képes kifejteni. Az érintő irányszöge ebben a pontban α. A CD kötéldarabra felírhatjuk az egyensúlyt biztosító mechanikai feltételeket:
{\displaystyle F_{C}=F_{D}\cdot \cos(\alpha ),\quad \quad G_{S}=F_{D}\cdot \sin(\alpha )}
ahol GS, FC és FD a megfelelő erők nagyságát jelöli.
FC a rögzített szituációban állandó (csak a kötél súlyától és hosszától valamint a felfüggesztési pontok távolságától függ), a súlyerő pedig a kötéldarab s=s(0,x) hosszával arányos:
{\displaystyle G_{S}(0,x)=gks(0,x)=gk\int \limits _{t=0}^{x}{\sqrt {1+(y'(t))^{2}}}\;\mathrm {d} t}
itt g a nehézségi gyorsulás, k a kötél egységnyi hosszának tömege, továbbá felhasználtuk az ívhossz kiszámítására vonatkozó integrális összefüggést. Ha az egyensúlyi egyenleteket elosztjuk egymással, lévén {\displaystyle \scriptstyle {\mathrm {tg} (\alpha )=y'(x)}} egy integrodifferenciál-egyenletet kapunk y = y(x)-re:
{\displaystyle y'(x)={\frac {gk}{F_{C}}}\int \limits _{t=0}^{x}{\sqrt {1+(y'(t))^{2}}}\;\mathrm {d} t}
ezt deriválva (az integrálfüggvény deriválásának szabályai szerint és feltételezve, hogy a keresett görbe kétszer folytonosan differenciálható) pedig egy hiányos másodrendű differenciálegyenletet:
{\displaystyle y''(x)={\frac {1}{a}}{\sqrt {1+(y'(x))^{2}}}}
ahol 1/a-ba beleértettük a feladat összes multiplikatív konstansát. Ez az egyenletet a változók szeparálásával megoldható {\displaystyle \scriptstyle {p(x)=y'(x)}}-re, miközben az integrált hiperbolikus helyettesítéssel számítjuk ki. Látható ugyanis, hogy az
{\displaystyle y'(x)=\mathrm {sh} \left({\frac {x}{a}}\right)}
megoldás az
{\displaystyle \mathrm {ch} ^{2}(t)-\mathrm {sh} ^{2}(t)=1\,}
azonosság miatt. Innen integrálással
{\displaystyle y(x)=a\cdot \mathrm {ch} \left({\frac {x}{a}}\right)}

### Variációs elvvel történő bizonyítás
A kötél azon y = y(x) alakját keressük, melyben a súlypont a legalacsonyabb helyen van. Az x = -c és x = c abszcisszájú pontokban felfüggesztett kötél súlypontját az
{\displaystyle I(y)=\int \limits _{-c}^{c}y(x){\sqrt {1+(y'(x))^{2}}}\;\mathrm {d} x=\int \limits _{-c}^{c}L(x,y,y')\;\mathrm {d} x}
kifejezés adja meg az y függvényében. A keresett függvényt az {\displaystyle I}(y) funkcionál minimumánál találjuk. Ennek feltétele az Euler–Lagrange-egyenlet fennállása:
{\displaystyle {\frac {\mathrm {d} }{\mathrm {d} x}}{\frac {\partial L}{\partial y'}}-{\frac {\partial L}{\partial y}}=0}
Ebben az egyenletben a Lagrange-függvény parciális deriváltjai:
{\displaystyle {\frac {\partial L}{\partial y'}}={\frac {yy'}{\sqrt {1+y'^{2}}}},\quad \quad {\frac {\partial L}{\partial y}}={\sqrt {1+y'^{2}}}}
amelyekből az
{\displaystyle y\,y''-y'^{2}=1}
másodrendű differenciálegyenlet adódik, melynek kimutatható módon szintén a láncgörbe a megoldása.

A csúszásmentesen gördülő parabola fókuszpontja láncgörbét ír le.

## Egyéb tulajdonságai
Ha egy parabolát legördítünk egy egyenesen, fókuszpontja láncgörbét ír le. Leonhard Euler 1744-ben bizonyította, hogy a láncgörbe az a görbe, melyet megforgatva az x tengely körül, az adott határoló körhöz tartozó minimálfelületet, a katenoidot kapjuk.
Szögletes kerekekkel felszerelt jármű teljesen zökkenőmentesen haladhat láncgörbék sorozatából álló pályán. A „kerekek” alakja tetszőleges szabályos sokszög lehet, azonban a pályát alkotó láncgörbék alakját és méreteit a keréknek megfelelően kell megválasztani.
Homogén elektrosztatikus mezőben egy töltéssel rendelkező részecske láncgörbe alakú pályát fut be. (Ez közelít a parabolához, ha a részecske sebessége sokkal kisebb a fénysebességnél.)

## Láncgörbe az építészetben

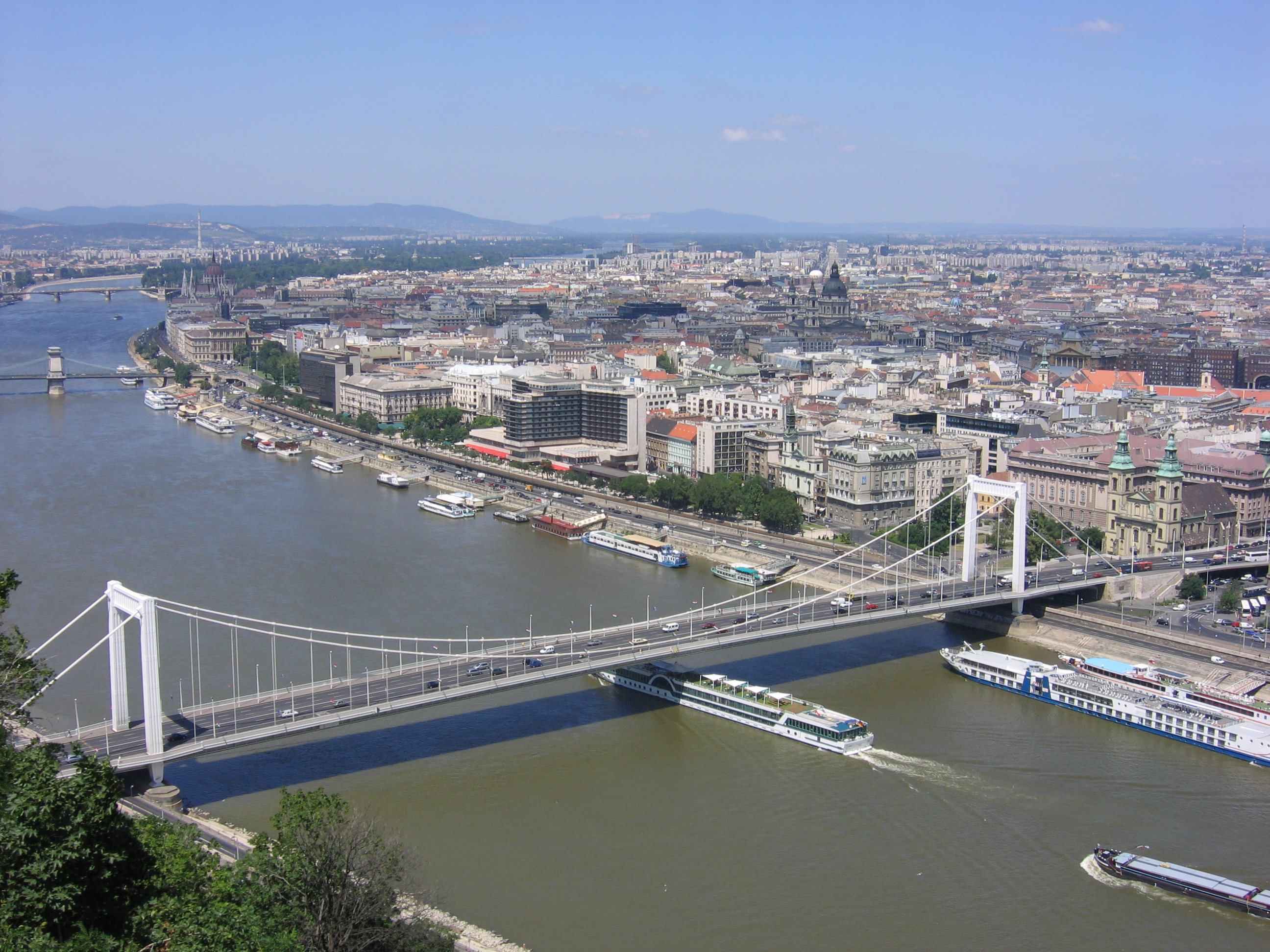
A függőhidak alakja nem láncgörbe, hanem parabola. (Erzsébet híd, Budapest)

### Függőhidak
A szabadon függő láncok a fenti hiperbolikus függvény alakját veszik fel, de a függőhidak láncai vagy kábelei, melyekhez a híd szerkezete szabályos közökben hozzá van erősítve, parabola alakot vesznek fel, ahogy azt Galilei állította.

### Fordított láncgörbe alakú ívek
A láncgörbe ideális alak az olyan boltívek számára, melyek csak saját súlyukat hordják. Az ilyen boltívek keresztmetszetei csaknem kizárólag nyomásra vannak igénybevéve, hajlítást gyakorlatilag nem szenvednek. Ha az ilyen boltívet különálló elemekből építik össze, az elemek között nem ébred érdemben nyírófeszültség. (Az egyes elemeken belül fellép nyíróerő a nyomás következtében, de nem a középvonalra merőleges síkokon.) A terhelés (beleértve a súlyt is) a láncgörbe érintője irányában hat.
Az ókorban a fordított láncgörbe alakú boltívet intuitíve találták fel, és úgy találták, hogy szilárd, stabil íveket lehet így építeni. A pártus kori Tak-i Kiszra palota az iraki Ktésziphónban látványos példaként maradt ránk. Az ókori görög és római építészetben a kevésbé hatékony körív alakú boltívek terjedtek el széles körben. Európában valószínűleg elfelejtették a láncgörbe alakú boltíveket a Római birodalom bukásával, a középkor és a reneszánsz alatt alig építettek ilyeneket, bár a csúcsíves bolthajtás a láncgörbe nem tudatos közelítése lehetett.
Franciaországban a Rhône folyón 1171 és 1185 között épített avignoni híd, a Pont d’Avignon ívei ugyancsak láncgörbe alakúak.
Antoni Gaudí katalán építész gyakran használta a láncgörbe alakot munkáiban. Az ívek és bordák legmegfelelőbb alakjának megtalálásához fonalakból és súlyokból összeállított modelleket használt. A súlyerők hatására a fonalak automatikusan olyan helyzetet vettek fel, hogy bennük csak húzó igénybevétel ébredjen. Gaudi gondolatmenete az volt, hogy ha megfordítja a modellt, és a huzalokat megfelelő rudakkal helyettesíti, akkor olyan szerkezetet kap, melyben csak rúdirányú nyomóerő ébred.
Saint Louisban (Missouri) található Gateway Arch ívének alakja szintén fordított láncgörbe. Fesztávolsága és magassága egyaránt 192 méter.
A budapesti Keleti pályaudvaron a csarnok tetőszerkezetének keresztmetszete megközelítőleg láncgörbe.

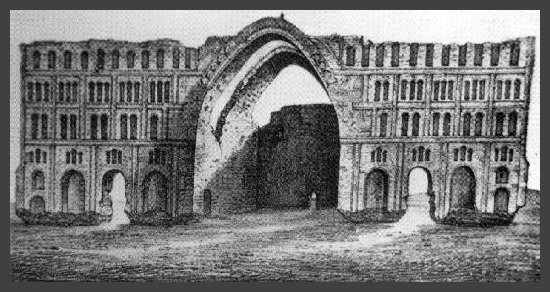
Tak-i Kiszra, Ktésziphón, Irak (1824-es rajz).
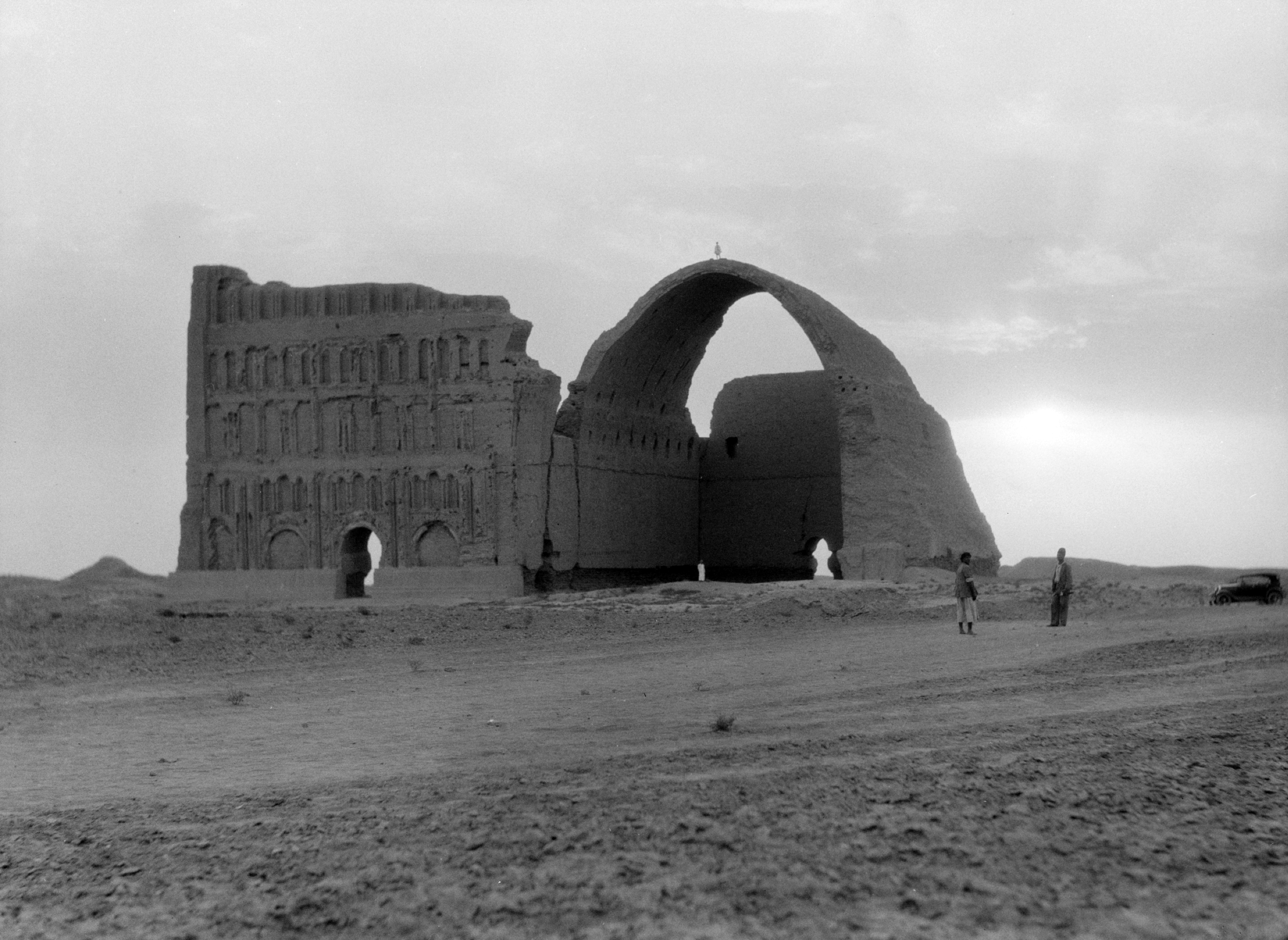
Tak-i Kiszra, Ktésziphón, Irak (1932-es fotó)
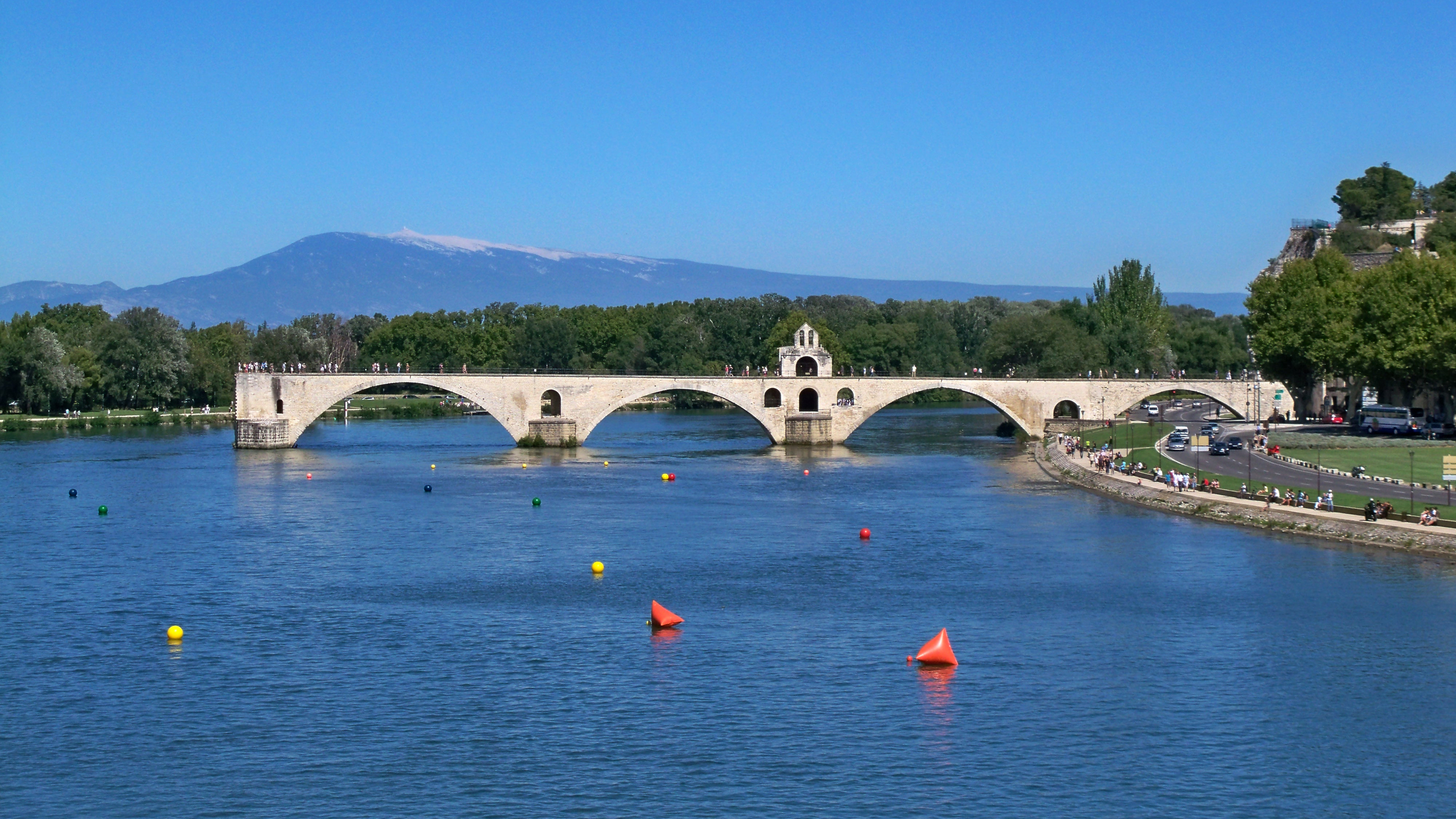
Pont d’Avignon, Avignon, Franciaország
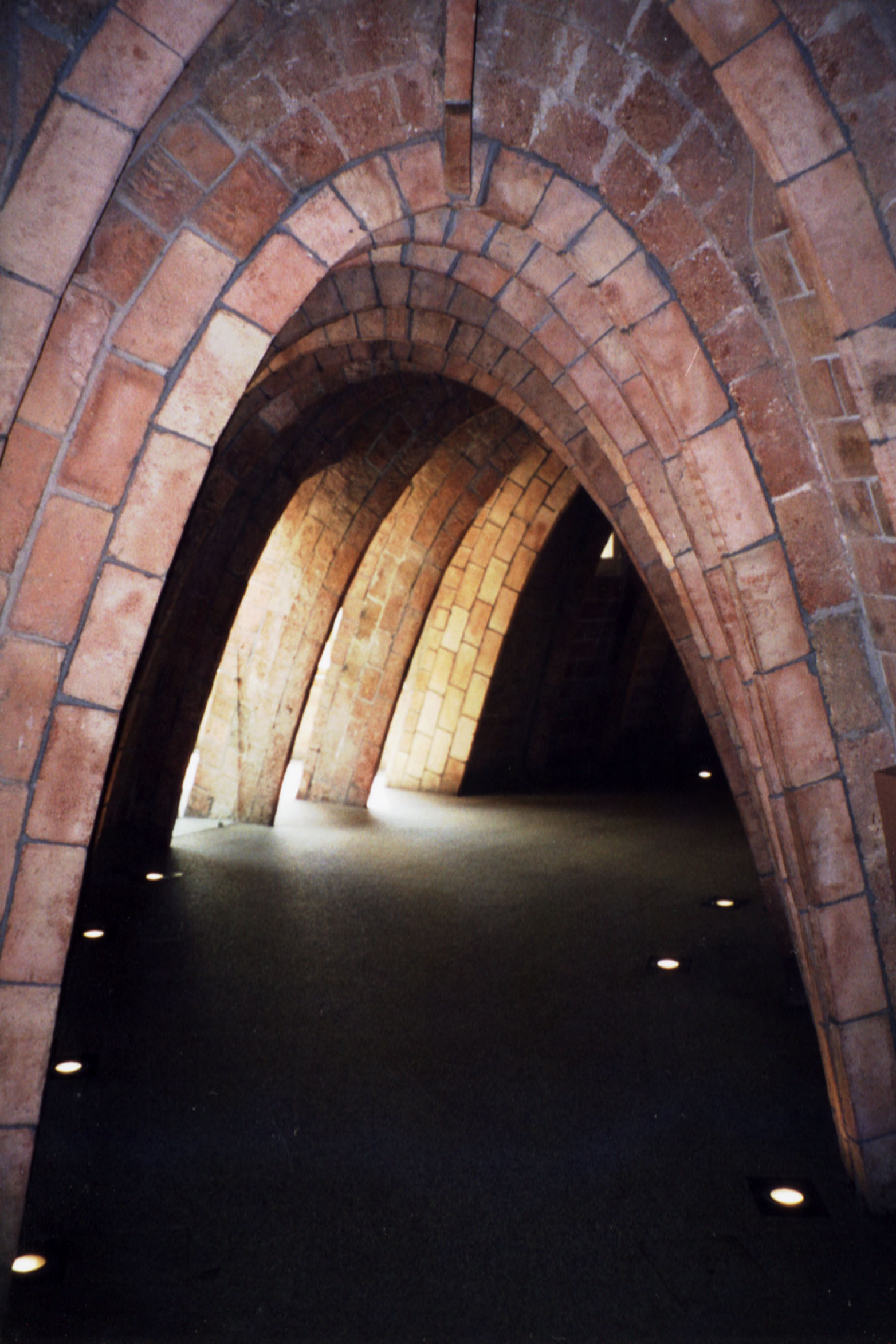
Gaudí láncgörbe alakú ívei a barcelonai Casa Milà padlásterében.
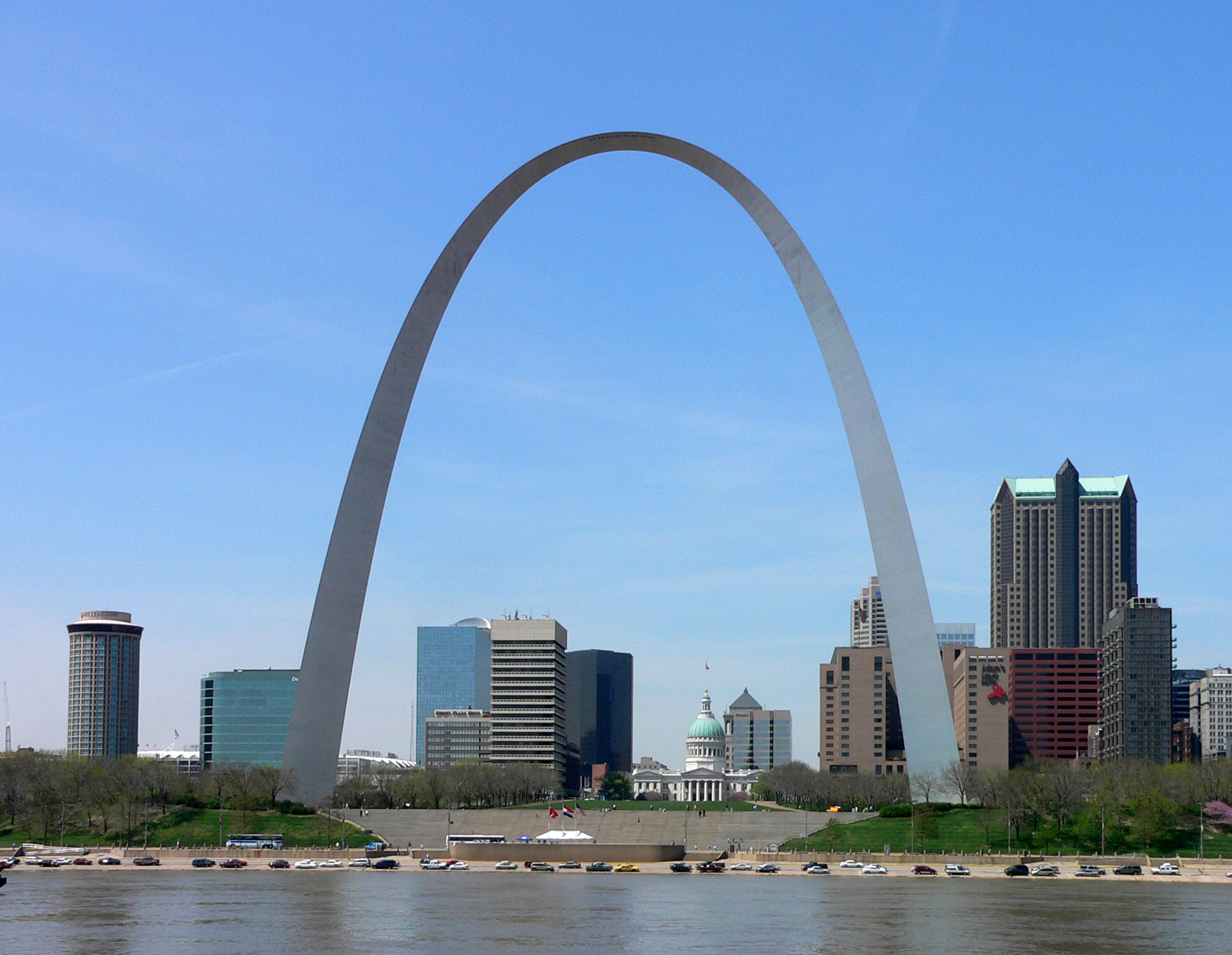
A Gateway Arch emlékműve Saint Louisban.
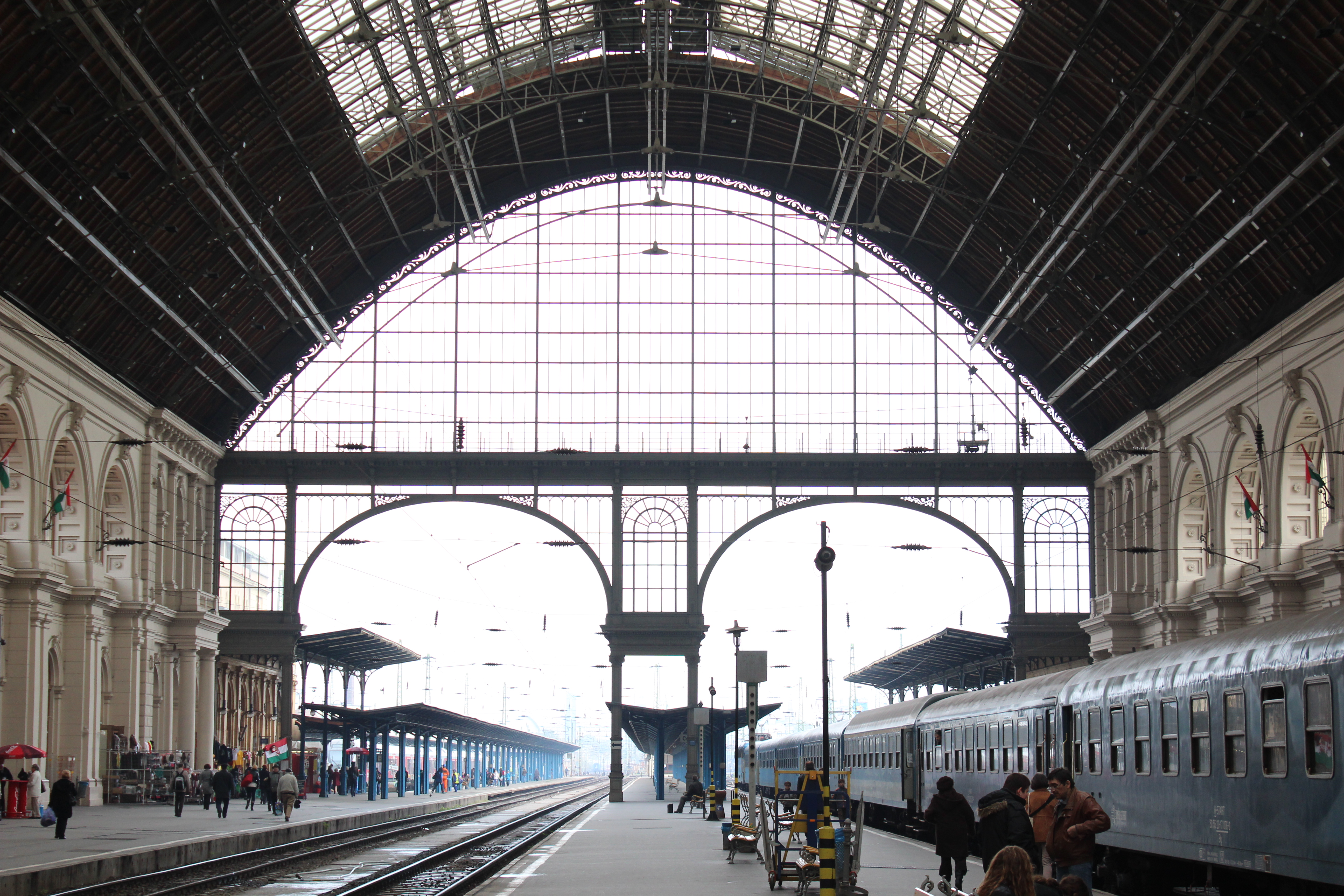
A Keleti pályaudvar csarnoka
A Keleti pályaudvar tetőszerkezetének keresztmetszete
A Keleti pályaudvar tető keresztmetszete: láncgörbe

## Külső hivatkozások
- Simonyi Károly: Merj tudni!
- Hanging With Galileo - A láncgörbe függvényének matematikai leveztése (angolul).
- Catenary Demonstration Experiment - Jonathan Lansey egyszerű magyarázata a láncgörbe tulajdonságaihoz (angolul).
- Catenary curve derived Archiválva 2007. szeptember 26-i dátummal a Wayback Machine-ben - A láncgörbe függvényének levezetése (angolul).